# Marsdenia rotata
Marsdenia rotata är en oleanderväxtart som beskrevs av Rudolf Schlechter. Marsdenia rotata ingår i släktet Marsdenia och familjen oleanderväxter. Inga underarter finns listade i Catalogue of Life.